# Elimaide

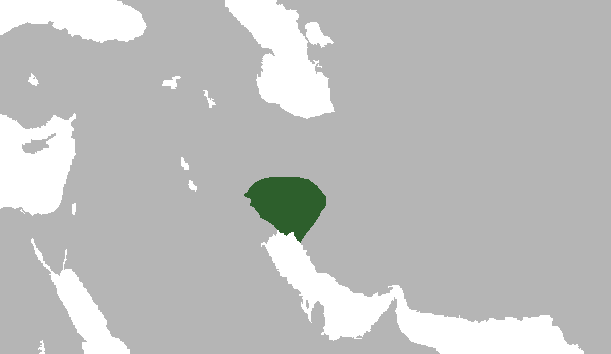
Estensione approssimativa dell'Elimaide nel 51 a.C.

Elimaide o Elamaide (Ἐλυμαΐς, Elymais, forma ellenica del nome più antico, Elam) fu uno stato autonomo dal II secolo a.C. agli inizi del III secolo d.C., spesso vassallo sotto il controllo dell'Impero partico, e situato alla testa del Golfo Persico nell'attuale regione del Khuzestan, Iran (Susiana). Gli Elimaidi erano abili arcieri e nativi di Susa, che si trovava a est del territorio di Elimaide. La maggior parte degli abitanti del regno erano probabilmente discendenti degli antichi Elamiti, che un tempo avevano il controllo di quella zona in passato. Le province di Elimaide erano Massabatica (poi Masabadhan), Corbiana e Gabiene.
Nulla si sa della loro lingua, anche se l'elamico era ancora usato dall'Impero achemenide 250 anni prima dell'esistenza del regno di Elimaide. Un certo numero di iscrizioni aramaiche sono state trovate a Elimaide. Il regno di Elimaide sopravvisse fino alla sua estinzione da un'invasione sasanide all'inizio del III secolo.
La «ricchezza in argento e oro» della regione è riferita nell'opera deutero-canonica 1 Maccabei, che si riferisce a Elimaide come una «città» di interesse per Antioco IV Epifane: la narrazione vi afferma che «vi era un tempio ricchissimo, dove si trovavano armature d'oro, corazze e armi, lasciate là da Alessandro figlio di Filippo, il re macedone, che aveva regnato per primo sui Greci. Allora [Antioco] vi si recò e cercava di impadronirsi della città e di depredarla, ma non vi riuscì, perché il suo piano fu risaputo dagli abitanti della città». Lo storico ebreo Uriel Rappaport nota che l'autore di 1 Maccabei era «in errore» – «Elimaide non era una città ma un paese» – e che «nessuna storia sui tesori che [Alessandro] lasciò a Elimaide è menzionata altrove».

## Sovrani

### Dinastia di Kamnaskires
- Kamnaskires I Soter (147 a.C. circa)
- Kamnaskires II Nikephoros (147–139 a.C.)
- Mitridate I di Partia invade la regione nel 139 circa, a seguito del sostegno degli Elimaidi per Demetrio II Nicatore; il regno resta sotto il controllo dei Parti fino all'82 a.C., quando Kamnaskires III sale al potere
  - Okkonapses (139/138–137 a.C.), usurpatore/ribelle
  - Tigraios (137–132 a.C.), usurpatore/ribelle
  - Darius Soter (129 a.C.), usurpatore/ribelle
  - Pittit (125–124 a.C.), usurpatore/ribelle
- Kamnaskires III (82–62/61 a.C.)
- Kamnaskires IV (floruit 62/61–56/55 a.C.)
- Kamnaskires V (floruit 36/35 a.C.)
- Kamnaskires VI (floruit 68 d.C.)

### Dinastia arsacide
Dopo la fine della dinastia di Kamnaskires alla fine del I secolo d.C., intorno all'anno 76 Elimaide era governata da un ramo cadetto della dinastia arsacide, la dinastia dominante dell'impero partico. Le monete coniate dai re arsacidi di Elimaide sono molto simili a quelle coniate dai governanti kamnaskiridi, anche se differiscono per l'inclusione di iscrizioni sia in greco che in aramaico, piuttosto che solo in greco.
- Orode I
- Orode II
- Fraate
- Osroe
- Orode III
- Abar-Basi
- Orode IV
- Khwasak
- Orode V

## Monetazione

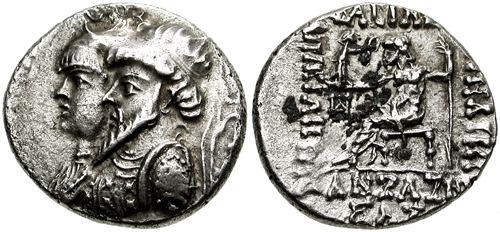
Moneta di Kamnaskires III, re dell'Elimaide, e sua moglie Anzaze

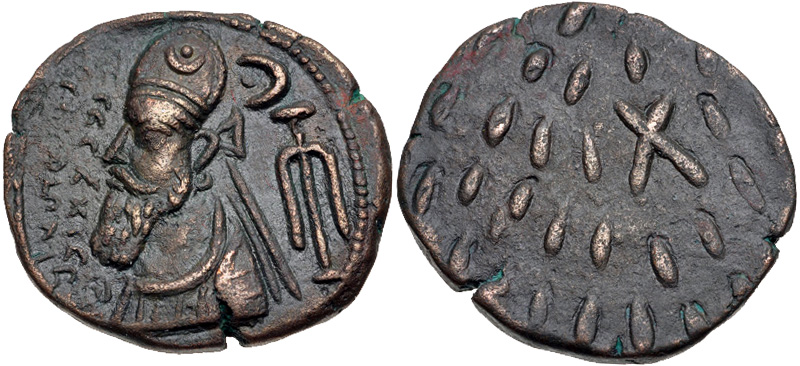
Moneta di Fraate di Elimaide, inizio/metà del II secolo

Le monete di Elimaide raffiguravano un re; non è noto se si trattasse di un re della Partia o di un sovrano locale, poiché tale informazione non è venuta alla luce. Queste monete erano basate su standard greco di dracme e tetradracme svilite. L'immagine reale è generalmente basata sulla monetazione partica, di solito con un'ancora con una stella in figura di mezzaluna. Il rovescio ha una figura o un busto di Artemide con testo intorno, un'aquila, o spesso solo punti allungati (questo ha portato i numismatici a credere che gli incisori non conoscessero il greco o copiassero da monete la cui scrittura era già incomprensibile).